# Bardolino superiore
 (novembre 2019).
Si vous disposez d'ouvrages ou d'articles de référence ou si vous connaissez des sites web de qualité traitant du thème abordé ici, merci de compléter l'article en donnant les références utiles à sa vérifiabilité et en les liant à la section « Notes et références ».
 (novembre 2019).
Le bardolino superiore est un vin AOP (DOCG) produit dans la province de Vérone, dans les communes de bardolino, Garda, Lazise, Affi, Costermano, Cavaion Veronese, Torri del Benaco, Caprino, Rivoli Veronese, Pastrengo, Bussolengo, Sona, Sommacampagna, Castelnuovo, Peschiera, Valeggio. 
Le bardolino superiore est le premier vin rouge à obtenir l’appellation AOP (DOCG).

## Histoire
Les premières mentions du bardolino superiore sont dues à l’écrivain de Brescia qui, en 1897, identifiait le vieillissement du bardolino comme étant « de fabrication précise et, surtout, de type plus stable ».
En 1926 fut constitué le premier Consortium pour la protection du bardolino, sur base volontaire.
Afin de souligner la spécificité bardolino superiore, le DM du 1er août 2001 lui attribua l’Appellation d’Origine Contrôlée. 
Les premières bouteilles de bardolino superiore portant l’étiquette et le marquage d'appellation furent mises sur le marché vers la fin de 2002.
Le cahier des charges actuel fut précédé par l’approbation de l’appellation AOP (DOCG) par le décret ministériel du 1er août 2001. (J.O. 190 – 07.08.2001). Le premier cahier des charges fut modifié pour la première fois par le communiqué (J.O. 232 – 05.10.2001). Il fut objet de modifications ultérieures : DM d’8 novembre 2001 (J.O. 275 - 25.11.2011) et DM du 30 novembre 2011 (Publié sur le site officiel de Mipaaf Section de qualité et de sécurité - Vins DOP et IGP), pour arriver, enfin, à la dernière modification établie par le DM du 7 mars 2014 (Publié sur le site officiel de Mipaaf Section de qualité et de sécurité - Vins DOP et IGP).

## Situation géographique

### Géologie
Les sols de la culture des cépages utilisés dans la production de ce vin sont extrêmement variables, mais ils sont principalement graveleux et profonds. Ceux-ci doivent être maigres, bien drainés, bien équilibrés et bien exposés au sud ou au sud-est. 

### Climatologie
La proximité du lac de Garde, du massif montagneux Baldo et du fleuve Adige contribue à un climat méditerranéen qui est caractérisé par des étés chaleureux mais pas étouffants, des hivers doux et de bonnes différences de température entre le jour et la nuit.

## Encépagement
Dans la production du vin bardolino superiore, sont utilisés principalement les cépages suivants : le Corvina, de 35 à 80 %, le Corvinone, pouvant remplacer le Corvina, pour un maximum de 20 %, le Rondinella, de 10 à 40 % et le Molinara jusqu’à 15 %.
Les cépages à baie rouge, non aromatiques admis à la culture dans la province de Vérone peuvent être utilisés également dans une proportion n’excédant pas 20 % et respectant la limite de 10 % pour chaque cépage utilisé.

## Culture de la vigne
Dans la culture de cépages aptes à produire le vin bardolino superiore sont utilisées la taille en cordon de Royat en terrain plat, et la taille en Guyot en terrain vallonné. Les vignobles sont très proches les uns des autres et la production des pieds par hectare est réduite (3.300 pieds par hectare). Le but est d’obtenir des raisins ayant une teneur en sucre assez élevée afin de favoriser la production de vins d’un bon potentiel de vieillissement à moyen terme.
Dès la véraison des grappes, une particulière attention est accordée à la maturation afin d’identifier le bon moment de la vendange. La même attention est accordée aux raisins dans la cave où, en conjonction avec les techniques de vinification traditionnelle, sont utilisés la fermentation étendue, le foulage continu et un plus grand repos sur la lie de vin.
Toute pratique de forçage est interdite, tandis que l’irrigation secondaire est admise.
Le rendement maximal de raisin par hectare ne doit pas être supérieur à 9 tonnes et le titre alcoométrique volumique naturel minimal du raisin destiné à la vinification doit être de 11 %vol.
Le rendement maximal de raisin en vin ne doit pas être supérieur à 70 %. Au-delà de cette limite, le lot entier perd son droit à l’Appellation d’Origine Contrôlée.
Le vieillissement obligatoire est de la durée d’un an au moins à partir du 1er novembre de l’année de production.
Toutes les opérations de vinification telles que le vieillissement et la mise en bouteille, doivent être effectuées dans la zone d’appellation AOP (DOCG).

## Vinification
Taux d'alcool minimum du vin : 12 %vol ;
Acidité totale minimale : 4,5 g/L ;
Résidu sec minimum : 22,0 g/L ;

## Dégustation
Couleur : rouge rubis lorsque le vin est jeune, évoluant vers le rouge grenat en vieillissant ;
Odeur : caractéristique ;
Saveur : sèche, savoureuse, soyeuse ;
Lorsque le vin est conservé dans des récipients en bois, une légère note « boisée » peut se présenter. Ce vin est caractérisé surtout par les notes de cerise, de fraise mûre, de mûre, de cannelle, de clou de girofle et de poivre noir.

## Gastronomie
Le vin bardolino superiore peut accompagner les hors-d’œuvre à base de jambon de Vénétie, la « soppressa piacentina », le fromage « Asiago » et la « tacchinella al melograno ».

## Bardolino superiore classico
Le vin présentant les propriétés semblables à celles du bardolino superiore, mais celui-ci doit être produit dans une aire restreinte. Cette région comprend les communes de Bardolino, Garda, Lazise, Affi, Costermano, Cavaion.